# Тиро Федераль
«Тиро Федераль Архентино», либо «Тиро Федераль», либо просто «Тиро» (исп. Club Atlético Tiro Federal Argentino) — аргентинский футбольный клуб из города Росарио.

## История
Клуб был основан 29 марта 1905 года. В 1907 году «Тиро Федераль» стал одним из сооснователей Лиги Росарио. Трижды был чемпионом этой Лиги (в 1920, 1925, 1926 гг).
В 1944 году «Тиро Федераль» стал членом Ассоциации футбола Аргентины. Сначала команда выступала во 2 дивизионе, но уже с 1949 года была понижена до 3 дивизиона, в связи с реорганизацией футбольных лиг.
В 1962 году «Тиро Федераль» снялся с чемпионата и был исключён из АФА. Поиграв немного в Лиге Росарио, клуб из-за финансовых проблем был вынужден сняться с соревнований, став полностью любительским.
Возрождение профессиональной команды связано с приходом во второй половине 1990-х годов в клуб бизнесмена Карлоса Даволы. В 1997 году «Тиро» выиграл 2 дивизион Лиги Росарио, затем трижды подряд — 1-й дивизион (1999—2001). Параллельно в сезоне 1998/99 клуб принял участие в Торнео Архентино B (4-й дивизион Аргентины) и, заняв 2-е место, завоевал путёвку в Торнео Архентино A (3-й дивизион).
После победы в Клаусуре 2003 Торнео Архентино A, «Тиро Федераль» обеспечил себе путёвку Примеру B Насьональ (2-й дивизион).
«Тиро Федераль» выиграл Апертуру 2004 в Примере B Насьональ и по итогам сезона 2004/2005 впервые в своей истории обеспечил себе путёвку в элитный дивизион. Примечательно, что это знаменательное событие произошло в год столетия клуба.
В Апертуре 2005 «Тиро Федераль» финишировал лишь на 19 месте из 20 участников. Несмотря на это, нападающий «Тиро Федераля» Хавьер Кампора с 13-ю голами стал лучшим бомбардиром чемпионата. Чуда не произошло и 8 апреля 2006 года «Тиро» официально покинул высший дивизион.
В настоящий момент клуб выступает в Третьем дивизионе Аргентины (Архентино A). «Тиро Федераль» традиционно третий по статусу и количеству болельщиков клуб в городе Росарио, намного уступая двум традиционным аргентинским командам — «Ньюэллс Олд Бойзу» и «Росарио Сентраль».
Стадион «Тиро» Фортин находится в районе Росарио под названием Лудуэнья. Именно название Ludueña можно увидеть на альтернативной эмблеме клуба, то есть «Тиро Федераль» стремится представлять в первую очередь именно этот район, нежели весь Росарио, давно поделённый между инчадами двух грандов.